# Hermine van Waldeck-Pyrmont

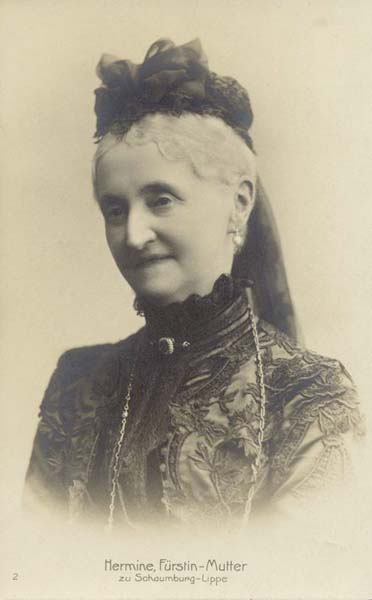
Hermine van Waldeck-Pyrmont

Hermine van Waldeck-Pyrmont (Arolsen, 29 september 1827 - Bückeburg, 16 februari 1910) was een Duitse prinses.
Zij was de tweede dochter van George II van Waldeck-Pyrmont en diens vrouw Emma van Anhalt-Bernburg-Schaumburg-Hoym. Zij was een tante van de Nederlandse koningin Emma.

## Huwelijk en kinderen
Op 25 oktober 1844 trad ze in het huwelijk met haar neef (zijn moeder was een zuster van haar vader) Adolf I George van Schaumburg-Lippe. Het paar kreeg acht kinderen, van wie twee meisjes, die beiden Emma heetten, al als kind stierven:
- Hermine (1845-1930)
- George (1846-1911)
- Herman (1848-1928)
- Adolf (1859-1916)
- Emma (1850-1855)
- Ida (1852-1891), gehuwd met Hendrik XXII van Reuss oudere linie
- Otto (1854-1935)
- Emma (1860-1863)